# Worth a Shot
Worth a Shot è un singolo discografico della cantante statunitense Elle King, pubblicato nel 2022 e realizzato in collaborazione con il cantante statunitense Dierks Bentley.

## Descrizione
Il brano è stato scritto da Shane McAnally, Josh Osborne e Ross Copperman ed è incluso nel terzo album in studio di Elle King, ovvero Come Get Your Wife, uscito nel gennaio 2023.

## Tracce
- Download digitale

1. Worth a Shot (feat. Dierks Bentley) – 3:32 (Shane McAnally, Josh Osborne, Ross Copperman)

## Video
Il videoclip del brano è a tema West ed è stato pubblicato il 18 maggio 2022. 